# 西武不動産
株式会社西武不動産（せいぶふどうさん、英: SEIBU REAL ESTATE INC.）は、東京都豊島区南池袋に本社を置く、西武ホールディングス傘下の不動産会社（不動産デベロッパー）。西武グループに属し、西武・プリンスホテルズワールドワイド、西武鉄道とともにグループの中核的企業。

## 概要

### 略歴（初代・二代目）
西武グループ創業者である堤康次郎が買収した土地の販売、グループ傘下の西武鉄道西武新宿線・西武池袋線など沿線の宅地開発を主な事業として1970年に西武鉄道不動産管理部から不動産部門を分社化し独立した。初代社長には堤義明が就任する。国土利用計画法が施行された1974年以降は土地の販売利益率が法律て一定の利益に抑えられたため、同社は宅地造成業以外にも堤康次郎が手掛けた軽井沢開発でノウハウを得た造園事業、霊園事業やビル管理事業へも進出し事業の多角化を進め、注文住宅・建売住宅から仲介などの事業まで取り扱う総合不動産ディベロッパーとなった。
バブル経済崩壊後、多額の負債を抱えたため、1998年に、新たに西武不動産販売株式会社として設立。ほとんどの業務を引継ぐ形で独立させ、多額の債権債務は切り離された。その後西武鉄道傘下の西武エステート株式会社の100%子会社となっていた西武不動産は2006年に清算した。
1998年に分社、設立された西武不動産販売株式会社は、2005年に西武鉄道の全額出資を受けて、営業拠点10箇所を移管させ統括する運営母体として西武不動産流通株式会社をあらたに設立する。西武グループの不動産部門の中核企業として西武不動産販売株式会社は、約9年間活動したのち、2007年10月1日に商号変更を発表。同年12月1日に、西武不動産株式会社に社名を変更した。
2009年5月、西武グループ不動産事業の再編に伴い、西武商事と経営統合することが発表される。6月30日をもって会社分割を行い、西武商事株式会社から名称変更した株式会社西武プロパティーズにプロパティ・マネジメント事業を経営統合し、同時に、残った分譲事業が西武鉄道に吸収合併され消滅した。

### 略歴（三代目）
1920年の箱根土地（後のコクド）の設立から始まる西武グループの祖業である不動産事業を行っている。2006年2月にコクドと合併し、2022年4月に西武グループの事業再編により、株式会社プリンスホテルが西武プロパティーズを吸収合併し、同時に「株式会社西武リアルティソリューションズ（せいぶリアルティソリューションズ、英: SEIBU REALTY SOLUTIONS INC.）」へ社名変更した。
2025年4月1日付で商号を「西武不動産（三代目）」に変更。
東京ガーデンテラス紀尾井町、ダイヤゲート池袋、グランエミオ所沢をはじめとする不動産開発、軽井沢・プリンスショッピングプラザ、ショッピングセンター「ペペ」(PePe) の商業施設運営など、西武グループの不動産デベロッパー業務を行っている。

## 沿革

### 初代
- 1970年11月25日 - 西武鉄道不動産管理部から分社・西武不動産を設立。
- 1998年4月1日 - 西武不動産から主要な事業を西武不動産販売へ移管。※1
- 2005年10月31日 - 西武鉄道の取締役会にて西武不動産解散を決議。
- 2006年1月 - 西武不動産清算終了。

### 二代目
- 1998年4月1日 - 西武不動産株式会社から分社した西武不動産販売株式会社を設立。
- 2005年3月25日 - 西武鉄道全額出資で西武不動産流通株式会社を設立し、西武不動産販売株式会社から営業拠点10箇所を移管、統括する。
- 2007年
  - 10月1日 - 西武不動産販売株式会社から西武不動産株式会社へ商号の変更を発表。
  - 12月1日 - 西武不動産販売株式会社から西武不動産株式会社へ商号を変更。
- 2008年2月1日 - アドホック（旧・グッドウィルグループ）の株式を100%取得し、完全子会社にする。
- 2009年
  - 5月14日 - 西武商事株式会社との経営統合を発表。
  - 6月30日 - 株式会社西武プロパティーズへ経営統合。

※1 - 西武不動産販売は登記上、1998年に新たに設立された会社。

### 三代目

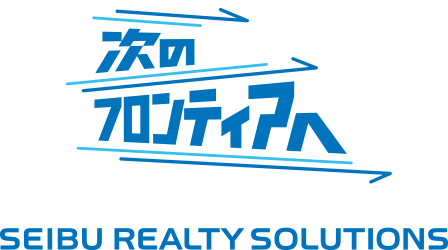
西武リアルティソリューションズ時代のロゴ

- 1918年（大正7年）1月4日 - 後の西武グループ創業者の堤康次郎が千ヶ滝遊園地株式会社を設立。軽井沢開発に着手。
- 1919年（大正8年）不明 - 千ヶ滝別荘地分譲開始。箱根開発に着手。
- 1920年（大正9年）
  - 3月25日 - 堤康次郎が箱根土地株式会社を設立。
  - 不明 - 目白文化村分譲開始。
- 1925年（大正14年）不明 - 学園都市国立大学前分譲開始。
- 1936年（昭和11年）不明 - 学園都市大泉学園分譲開始。
- 1944年（昭和19年）2月 - 箱根土地が商号を国土計画興業株式会社に社名変更。
- 1956年（昭和31年）6月 - 国土計画興業傘下の西武鉄道が高輪プリンスホテルの運営団体として株式会社プリンスホテルを設立。
- 1965年（昭和40年）
  - 6月 - 国土計画興業が商号を国土計画株式会社に社名変更。本店所在地を東京都渋谷区神宮前6-35-1へ移転。
  - 不明 - 鎌倉霊園開園。
- 1970年（昭和45年）
  - 11月 - 西武鉄道の不動産事業が独立する形で西武不動産株式会社（初代）が設立。
  - 不明 - 鎌倉逗子ハイランド分譲開始。
- 1974年（昭和49年）8月31日 - 西武リース株式会社が設立。
- 1976年（昭和51年）
  - 6月 - 西武リースが商号を西武商事株式会社に社名変更
  - 9月 - 国土計画が本店所在地を東京都豊島区南池袋1-16-15へ移転。
  - 12月 - 西武ヴィラ苗場分譲開始。
- 1977年（昭和52年）3月 - 西武新宿ぺぺ開業。
- 1979年（昭和54年）7月 - 箱根園水族館営業開始。
- 1981年（昭和56年）5月 - 南房総・大原西武グリーンタウン分譲開始。
- 1985年（昭和60年）
  - 3月 - 国土計画が本店所在地を東京都渋谷区神宮前6-35-1に再移転。
  - 11月 - プリンスホテルが国土計画の完全子会社となる。
- 1986年（昭和61年）11月 - 横浜市、プリンスホテル、麒麟麦酒（現キリンホールディングス）が出資し、 株式会社横浜アリーナ設立。（プリンスホテルは後に権利を西武鉄道に譲渡）
- 1988年（昭和63年）
  - 5月 - 西武飯能・日高分譲地分譲開始。
  - 7月 - 南房総・御宿西武グリーンタウン分譲開始。
- 1990年（平成2年）
  - 2月 - 西武不動産やプリンスホテルなど西武グループ9社が出資し、株式会社横浜八景島設立。
  - 10月 - 新横浜プリンスホテルスケートセンター（現KOSE新横浜スケートセンター）営業開始。
- 1992年（平成4年）
  - 3月 - 国土計画が商号を株式会社コクドに社名変更。
  - 3月 - 新横浜プリンスぺぺ開業。
- 1993年（平成5年）5月 - 横浜・八景島シーパラダイス開業。
- 1995年（平成7年）
  - 1月 - 新横浜スクエアビル竣工。
  - 4月 - 品川プリンス・レジデンス竣工。
  - 7月 - 軽井沢・プリンスショッピングプラザ営業開始。
- 1998年（平成10年）4月 - 西武不動産（初代）から西武不動産販売株式会社が分社設立。
- 2000年（平成12年）12月 - パーキング事業を開始。
- 2005年（平成17年）4月 - エプソン品川アクアパーク（現アクアパーク品川）営業開始。
- 2006年（平成18年）
  - 1月 - 西武不動産（初代）が負債を清算し、解散。
  - 1月 - コクドが本店所在地を東京都豊島区南池袋1-16-5に再移転。
  - 2月1日 - プリンスホテルを存続会社とし、コクドと合併。
  - 2月2日 - プリンスホテルが西武鉄道に対して株式交換を行ない、西武鉄道を完全子会社化する。
  - 2月3日 - 持株会社として西武ホールディングスを設立。同社へ株式移転を実施し、プリンスホテルを含むグループの関連企業は、西武ホールディングスの完全子会社となる。
  - 3月27日 - 会社分割手続きを実施し、コクドの合併に伴ってプリンスホテルが保有していた関連会社管理機能を西武ホールディングスへ承継させる。西武ホールディングスを持株会社とした現在の形となり、グループ再編を完了した。
- 2007年（平成19年）
  - 8月 - エミオ練馬開業。
  - 12月 - 西武不動産販売が商号を西武不動産株式会社（二代目）に社名変更。
- 2009年（平成21年）
  - 5月14日 - 西武商事が西武不動産（二代目）との経営統合を発表。
  - 7月1日 - 西武不動産（二代目）がプロパティ・マネジメント事業について会社分割を行い、西武商事が吸収して経営統合。同時に西武商事が商号を株式会社西武プロパティーズに社名変更。分譲事業のみになった西武不動産（二代目）は、西武鉄道に吸収合併されて解散。
- 2010年（平成22年）4月1日 - 西武鉄道の商業施設運営事業・不動産事業とプリンスホテルの不動産事業が西武プロパティーズに移管。
- 2013年（平成25年）
  - 1月 - エミリブ下落合竣工。西武鉄道沿線賃貸住宅事業開始。
  - 6月 - くらしとすまいの相談窓口「ほほえみライフ」サービス開始。
- 2015年（平成27年）4月 - グランエミオ大泉学園開業。
- 2016年（平成28年）
  - 4月 - 株式会社ティ・ジョイとの共同事業体を組成し「T・ジョイPRINCE品川（旧品川プリンスシネマ）」、および「T・ジョイSEIBU大泉（旧T・ジョイ大泉）」の共同運営を開始。
  - 7月 - 東京ガーデンテラス紀尾井町開業。
- 2017年（平成29年）3月 - エミナード石神井公園完成。
- 2018年（平成30年）3月 - グランエミオ所沢第I期開業。
- 2019年（平成31年/令和元年）
  - 2月 - ダイヤゲート池袋竣工。
  - 9月 - エミフィス練馬開設。シェアオフィス事業開始。
- 2020年（令和2年）9月 - グランエミオ所沢第II期開業。
- 2021年（令和3年）
  - 2月 - エミキューブ武蔵関開設。賃貸ユニットハウス事業開始。
  - 3月 - エミファーム新所沢開設。賃農園事業開始。
  - 4月1日 - 西武グループ内の伊豆箱根鉄道と伊豆箱根バスで運行していた水陸両用バス事業を継承。
- 2022年（令和4年）
  - 3月 - エミベース入間鍵山開設。賃貸ガレージハウス事業開始。
  - 4月1日 - プリンスホテルが西武プロパティーズを吸収合併。同時に株式会社西武リアルティソリューションズ（SRS）に社名変更[5]。
  - 8月 - NIPPONIA秩父門前町開業。
- 2023年（令和5年）
  - 4月1日 - グループ組織再編に伴い西武鉄道の不動産事業および沿線観光事業に係る資産を承継。ホテル・リゾート運営事業を新設の西武・プリンスホテルズワールドワイド（SPW）に移管。
- 2024年（令和6年）9月24日 - エミテラス所沢開業。
- 2025年（令和7年）4月1日 - グループ組織再編に伴い、商号を「株式会社西武不動産」に社名変更。西武不動産投資顧問、西武不動産プロパティマネジメント、西武不動産ビルマネジメント（旧西武SCCAT）を子会社化。

## 主な事業（初代・二代目）

### 大型分譲地

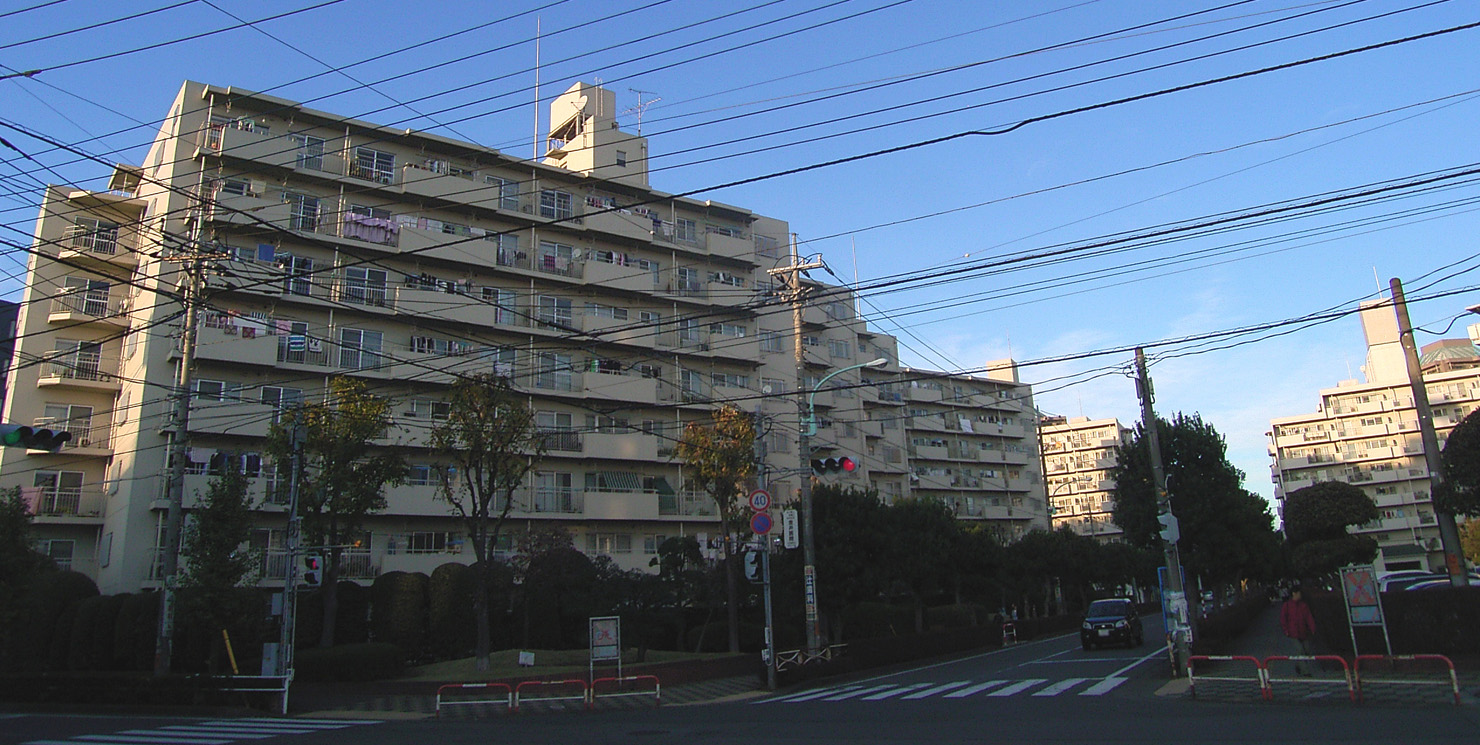
西武不動産が開発したマンション分譲の一例
西武小手指ハイツP棟 （1980年竣工）

| 分譲開始                             | 名称・所在地                                           | 面積・戸数・計画人口                              | 備考                                                                                         |
| ------------------------------------ | ------------------------------------------------------ | ------------------------------------------------- | -------------------------------------------------------------------------------------------- |
| 1965年(昭和40年）〜1968年(昭和43年） | 湘南鷹取1期・神奈川県横須賀市                          | 17.0ha・517戸・1,810人                            | 旧住宅地造成事業に関する法律による許可                                                       |
| 1969年(昭和44年）〜1983年(昭和58年） | 湘南鷹取2・3期・神奈川県横須賀市                       | 59.0ha・1,852戸・6,483人                          | 旧住宅地造成事業に関する法律による許可                                                       |
| 1969年(昭和44年）〜1980年(昭和55年） | 湘南鷹取4期・神奈川県横須賀市                          | 45.0ha・886戸・3,100人                            | 旧住宅地造成事業に関する法律による許可                                                       |
| 1970年(昭和45年）〜1995年(平成7年）  | 北野台・東京都八王子市・八王子ニュータウン             | 86ha・2,259戸・7,100人                            | 旧住宅地造成事業に関する法律による許可                                                       |
| 1971年(昭和46年）〜1978年(昭和53年） | マボリ・シーハイツ・神奈川県横須賀市馬堀海岸駅北側     | 68.0ha・1,197戸、内マンション分譲1,129戸・7,900人 | 都市計画法による開発許可,かながわのまちなみ100選                                             |
| 1972年                               | 新所沢フラワーヒル・埼玉県所沢市下富.狭山市            | 57ha・820戸                                       |                                                                                              |
| 1975年(昭和50年）〜1986年(昭和61年） | 狭山ニュータウン柏原・埼玉県狭山市                     | 56ha・1,333戸・5,065人                            | 都市計画法による開発許可                                                                     |
| 1976年                               | 西武小手指・埼玉県所沢市                               | 18ha・296戸                                       |                                                                                              |
| 1977年                               | 西武小手指ハイツ・埼玉県所沢市                         | マンション分譲2,032戸                             |                                                                                              |
| 1977年(昭和52年）〜1999年(平成11年） | 所沢松が丘・埼玉県所沢市                               | 57ha・1,148戸・4,534人                            | 都市計画法による開発許可                                                                     |
| 1978年(昭和53年）〜1986年(昭和61年） | 吉井ニュータウン南陽台・群馬県吉井町（現・高崎市）     | 49ha・1,298戸・4,297人                            | 都市計画法による開発許可                                                                     |
| 1978年(昭和53年）〜1988年(昭和63年） | 西武ぶしニュータウン・埼玉県入間市                     | 41ha・1,138戸・3,700人                            | 都市計画法による開発許可                                                                     |
| 1981年〜                             | 北野台・北野台団地・東京都八王子市                     | 574,297平方メートル・2,674戸・9,092人             | 都市計画法による開発許可、分譲一戸建てのみ                                                   |
| 1985年                               | 福間ニュータウン光陽台・福岡県福間町                   | 59ha・1,460戸                                     |                                                                                              |
| 1986年                               | 大原西武グリーンタウン・千葉県大原町                   | 227ha・937区画                                    |                                                                                              |
| 1988年                               | 御宿西武グリーンタウン・千葉県御宿町                   | 167ha・1,511区画                                  |                                                                                              |
| 1988年(昭和63年）〜1993年            | 西武飯能 日高分譲地・埼玉県飯能市.日高市横手台、水田台 | 110ha・1,977戸・7,512人                           | 旧住宅地造成事業に関する法律による許可、1989年、優良宅地開発事業許可優良法認定（旧法による） |

### 分譲マンション
- 1971年  新所沢団地・埼玉県所沢市、マンション分譲331戸
- 1975年　西武狭山台ハイツ・埼玉県狭山市、マンション分譲640戸
- 1993年　コートアドヴァンス新狭山・埼玉県狭山市、マンション分譲62戸
- 1995年　ユアコート入間四季の丘・埼玉県入間市、マンション分譲220戸
- 1997年　ユアコート東久留米パークビュー・東京都東久留米市、マンション分譲94戸
- 1999年　ユアコート新所沢エルグリーン・埼玉県所沢市、マンション分譲74戸
- 1999年　西武東大和ハイツ・東京都東大和市、マンション分譲100戸
- 2000年　アイランドパークス（共同事業）・埼玉県所沢市、マンション分譲164戸
- 2000年　磯子・プリンスハイツ・横浜市、マンション分譲200戸
- 2001年　クロスフォート玉川上水（共同事業）・東京都東大和市、マンション分譲287戸
- 2002年　アイラシティ（共同事業）・東京都清瀬市、マンション分譲303戸
- 2002年　プライマリーヴェール航空公園（共同事業）・埼玉県所沢市、マンション分譲49戸
- 2002年　モンレーヴ吉祥寺・東京都三鷹市、マンション分譲84戸
- 2003年　マイファースト石神井公園・東京都練馬区、マンション分譲19戸
- 2003年　ユアコート川越カレナ・埼玉県川越市、マンション分譲146戸
- 2003年　ユアコート大宮・埼玉県さいたま市、マンション分譲130戸
- 2004年　モンレーヴ浦和岸町・埼玉県さいたま市、マンション分譲52戸
- 2004年　ユアコート小手指パークフロント・埼玉県所沢市、マンション分譲41戸
- 2005年　ユアコート志木幸町・埼玉県志木市、マンション分譲79戸
- 2005年　ユアコート川越アデッソ・埼玉県川越市、マンション分譲54戸
- 2005年　ラティア（共同事業）・東京都羽村市、マンション分譲200戸
- 2006年　ユアコート狭山ヶ丘コンフィア（共同事業）・埼玉県所沢市、マンション分譲170戸
- 2006年　ユアコート練馬北町・東京都練馬区、マンション分譲51戸
- 2007年　HIBARI TOWER（共同事業）・東京都西東京市、マンション分譲322戸
- 2007年　エルシオ玉川上水（共同事業）・東京都立川市、マンション分譲183戸
- 2007年　パークハウスONE'S TOWER（共同事業）・東京都東村山市、マンション分譲132戸
- 2008年　プリリアエルシオ萩山（共同事業）・東京都東村山市、マンション分譲184戸
- 2008年　ユアコート鷺ノ宮・東京都練馬区、マンション分譲43戸

## 主な事業（三代目）

### 商業施設
| BIG BOX 高田馬場 |  | 西武武蔵関ステーションビル |
| BIG BOX 高田馬場 |  | 西武武蔵関ステーションビル |

- 軽井沢・プリンスショッピングプラザ
- 東京ガーデンテラス紀尾井町（紀尾井テラス）
- PePe -ペペ-（西武新宿・本川越・飯能・入間）
  - Prince PePe -プリンスペペ-（新横浜）
- Emio -エミオ-（池袋・桜台・練馬・中村橋・富士見台・練馬高野台・石神井公園・保谷・ひばりヶ丘・東久留米・秋津・武蔵関・田無・新所沢・狭山市・武蔵境）
  - Emio STYLE -エミオスタイル-（高田馬場）
- Grand Emio -グランエミオ-（大泉学園・所沢）
- Emi Terrace -エミテラス-（所沢）
- Eminade -エミナード-（石神井公園）
- BIG BOX（高田馬場・東大和市）
- 西武ショッピングプラザ（新所沢グリーンハイツ・小手指ハイツ）

#### かつて運営した商業施設
- 西武田無ステーションビル（1996年3月に閉店）
- 西武狭山ステーションビル（2007年3月に閉店）
- フードマーケット所沢・西武食鮮市
- アメリカン・ブルバード
- 那須ガーデンアウトレット（2017年3月まで運営。現在はJLLモールマネジメントが運営）

### サービス
- 西武園芸
- 西武イメージング（旧・西武DPE）

### 不動産事業
- 所沢松が丘（埼玉県所沢市/1,148戸・58万平方メートル/1981年から継続中）
- 西武ぶしニュータウン（埼玉県入間市/1,138戸/1983年から継続中）
- 南房総・御宿西武グリーンタウン（千葉県夷隅郡御宿町/1,511区画・168万平方メートル/1988年から継続中）
- 西武飯能・日高分譲地（埼玉県飯能市・日高市/1,977戸・110万平方メートル/1988年から継続中）
- 南房総・大原西武グリーンタウン（千葉県いすみ市/937区画/1981年から1986年）
- 横須賀衣笠ニュータウン（神奈川県横須賀市/689戸・37万平方メートル/1994年から継続中）
- 横須賀ニュータウン湘南池上（神奈川県横須賀市/463戸・22万平方メートル/2000年から継続中）

都市型一戸建住宅「ハーモニーデイズ」の主な分譲街区は以下のとおり
- 1998年  所沢・柳野戸建住宅・埼玉県所沢市
- 1999年  ふじみ野東戸建住宅・埼玉県富士見市
- 1999年  所沢東戸建住宅・埼玉県所沢市
- 2000年  小手指さくら通り戸建住宅・埼玉県所沢市
- 2000年  東村山・中央公園戸建住宅・東京都東村山市
- 2001年  府中多摩川戸建住宅・東京都府中市
- 2002年  新所沢セレサタウン（共同事業）・埼玉県所沢市
- 2002年  小手指戸建住宅（不動産特定共同事業）・埼玉県所沢市
- 2003年  豊島園戸建住宅・東京都練馬区
- 2003年  練馬向山戸建住宅・東京都練馬区
- 2003年  武蔵野セレサタウン（共同事業）・東京都武蔵野市
- 2003年  武蔵野セレサタウンL街区画（共同事業）・東京都武蔵野市
- 2004年  南大泉戸建住宅・東京都練馬区
- 2004年  田無南町戸建住宅・東京都西東京市
- 2004年  田無東セレサタウン（共同事業）・東京都西東京市
- 2004年  久我山戸建住宅・東京都杉並区
- 2005年  保谷戸建住宅・東京都西東京市
- 2005年  練馬向山<第二期>戸建住宅・東京都練馬区
- 2005年  上鷲宮戸建住宅・東京都中野区
- 2006年  田無ウエスト・東京都西東京市
- 2006年  芦花公園戸建住宅・東京都世田谷区
- 2006年  武蔵野セレサタウンS街区画（共同事業）・東京都武蔵野市
- 2006年  三鷹上連雀戸建住宅・東京都三鷹市
- 2006年  南大泉6丁目戸建住宅・東京都練馬区
- 2007年  石神井公園プレミアム・東京都練馬区
- 2007年  田無本町戸建住宅・東京都西東京市
- 2007年  ひばりヶ丘戸建住宅・埼玉県新座市
- 2007年  鶴瀬戸建住宅・東京都富士見市
- 2007年  南大泉3rd Stage・東京都練馬区
- 2008年  調布仙川プレミアム・東京都調布市
- 2008年  小手指SAKURAプレミアム（共同事業）・埼玉県所沢市

賃貸事業
- 品川プリンス・レジデンス（東京都港区）
- 赤坂プリンス・レジデンス（東京都港区）
- 紀尾井レジデンス（東京都千代田区）
- 西武スマイルパーク

### 映画館
いずれもティ・ジョイとの共同事業体により運営。
- T・ジョイSEIBU大泉[6]
- T・ジョイPRINCE品川[6]
- T・ジョイエミテラス所沢

### その他
- 西武クローゼット中村橋（トランクルーム）
- 所沢聖地霊園
- 鎌倉霊園（堤康次郎の墓がある）